# Les Visiteurs de Noël
Ne doit pas être confondu avec Les Visiteurs du mercredi.
Les Visiteurs de Noël est une émission pour la jeunesse de la télévision française créée en décembre 1976 sur TF1 par Christophe Izard, directeur des programmes jeunesse, et diffusée pendant les vacances scolaires de Noël tous les après-midi entre 13 h 30  et 15 h 30  en direct jusqu'en 1982. Elle est une annexe de l'émission Les Visiteurs du mercredi.

## L'émission
Lancée au début de janvier 1975 sur TF1, l’émission Les Visiteurs du mercredi s'est transformée, pour les fêtes de fin d’année, en Visiteurs de Noël le mercredi 24 décembre et en Visiteurs du nouvel an le mercredi 31 décembre. Mais ce n’est que pour les fêtes de l’année suivante, en 1976, qu’apparurent Les Visiteurs de Noël au format quotidien.

L’émission était diffusée du lundi au vendredi, en début d’après-midi, pendant toute la période des fêtes. Le plateau de l'émission se parait alors d'un décor féerique composé de sapins enneigés, puis de chalets. Tout comme Les Visiteurs du mercredi, Les Visiteurs de Noël a connu un immense succès auprès de la jeunesse.

## Les animateurs
Pierre et Marc Jolivet animent l'émission dès 1976. À partir de 1977, ils se déguisent en clowns, Récho et Frigo, et ont leur propre rubrique ("Recho et Frigo"). Ils intervenaient tout au long de l'émission en faisant des  blagues et des bêtises. 
Les autres animateurs ont été : Claude Ruben (1976), Jeanne-Marie Sens (1978-1979), Fabienne Thibeault (1979-1980), Michel Fugain (1980), Johnny Monteilhet (1980) et Corinne Le Poulain (1981). Jacques Trémolin venait parler des personnages de Walt Disney. Tous étaient accompagnés des marionnettes Sibor et Bora (et parfois Léonard, le renard de L'Île aux enfants).  À partir de 1980, les marionnettes Brok et Chnok reviennent avec leur propre rubrique.

## Séries diffusées
L'émission proposait des dessins animés de Hanna-Barbera et d'autres, dans la rubrique La Parade des dessins animés : 
- Scoubidou (rebaptisé plus tard Scooby-Doo)
- Capitaine Caverne
- Les Fous du volant
- Les Cadets de l'espace
- Hong Kong Fou Fou
- Samson et Goliath
- Mantalo
- Le Roi Léo
- Le prince Saphir (rebaptisé plus tard Princesse Saphir)
- Les Harlem Globe-Trotters
- Mister Magoo
- Chilly Willy
- Waldo Kitty

L'émission présentait également des séries dans la rubrique Feuilleton : 
- L'Autobus à impériale
- Le Club des Cinq
- Le Petit Vic
- Le Petit Lord Fauntleroy
- Prince noir
- Salty
- Le Vagabond

## Le générique
Le générique reste identique les six années de la diffusion. Il est réalisé en dessin animé par l'illustratrice et animatrice Anne Hofer et illustre directement la chanson.
- Paroles et musique : Roger Pouly / Christophe Izard.
- Interprétation : Michel Vallier (1976 à 1979) puis Marie Myriam (1980 à 1982).

Des sapins dans les vitrines,
 
de la neige sur les collines,
 
c’est le temps des Visiteurs de Noël,

en décorant la maison,
 
si vous chantez la chanson
 
des Visiteurs de Noël,
 
la vie sera belle,

Le petit Paul a trouvé une auto
 
dans la cheminée,
 
pour les étrennes, Lise aura un berceau,
 
pour ses deux poupées, 
Des sapins dans les vitrines,
 
de la neige sur les collines,
 
c’est le temps des Visiteurs de Noël,

en décorant la maison,

si vous chantez la chanson
 
des Visiteurs de Noël,
 
la vie sera belle,

Parmi ses jouets, Pierre a choisi un train,
 
et il a couru,
 
pour le donner à son meilleur copain,
 
qui n’avait rien eu, 
Des sapins dans les vitrines,
 
de la neige sur les collines,
 
c’est le temps des Visiteurs de Noël,
 
en décorant la maison,
 
si vous chantez la chanson
 
des Visiteurs de Noël,
 
la vie sera belle,
 
la vie sera belle,
 
la vie sera belle, belle, belle,

la vie sera belle,
 
la vie sera belle, belle, belle…